# Sierra de Uspallata
Sierra de Uspallata är en bergskedja i Argentina.   Den ligger i provinsen Mendoza, i den centrala delen av landet, 1 000 km väster om huvudstaden Buenos Aires.
Omgivningarna runt Sierra de Uspallata är i huvudsak ett öppet busklandskap. Runt Sierra de Uspallata är det ganska glesbefolkat, med 22 invånare per kvadratkilometer.